# Niédiékaha
Niédiékaha è una città e sottoprefettura della Costa d'Avorio appartenente al dipartimento di Niakaramandougou. Conta una popolazione di 9 648 abitanti (censimento 2014).